# Nacionalismo ucraniano

Bandera de Ucrania.

El nacionalismo ucraniano recoge el conjunto de ideales y sentimientos que forman la identidad nacional del pueblo ucraniano. 
La idea del nacionalismo fue formada en la década de 1770 por el filósofo alemán Johann Gottfried Herder, por lo tanto, el inicio de la idea nacionalista ucraniana puede establecerse a partir de ese momento. A pesar de esto, se cree que la idea de un pueblo ucraniano unido surgió antes del siglo XVII, cuando el pueblo ucraniano se reveló frente a la república de las dos naciones y formó el Hetmanato cosaco en 1648.

## Historia

### Nacionalismo cosaco

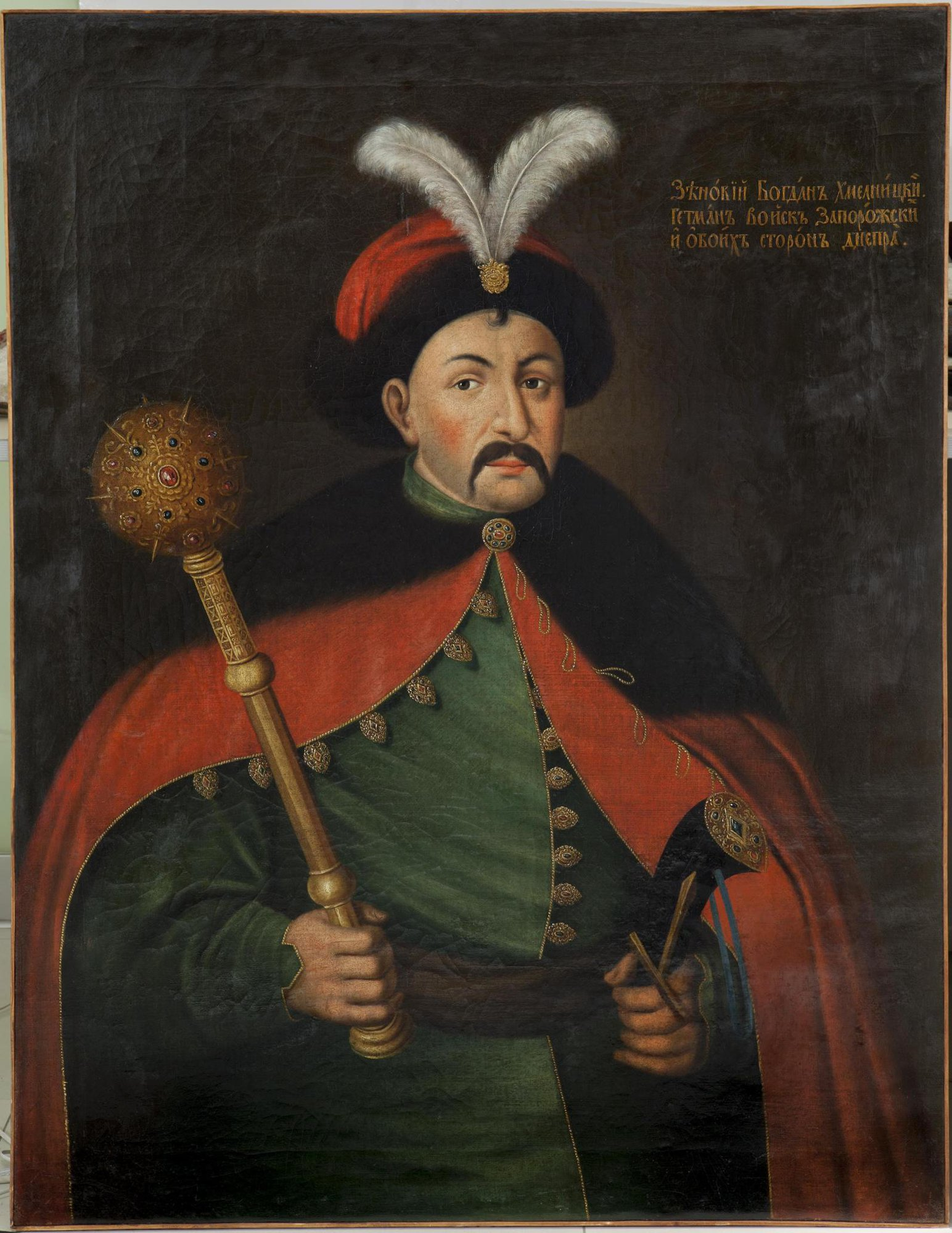
Hetman de Zaporozhia Bogdán Jmelnytsky, líder cosaco.

Los cosacos desempeñaron un papel en el despertar del sentido de identidad ucraniano en el interior de la región esteparia. Una figura dominante dentro del movimiento cosaco y en la historia nacionalista ucraniana fue el hetman de Zaporozhia Bogdán Jmelnytsky, quien lideró una revuelta contra el dominio polaco a mediados del siglo XVII. Jmelnytsky también tuvo éxito en legitimar una forma de democracia que había sido practicada por los cosacos desde el siglo XIV y que era una parte importante de su identidad étnica.
Bogdán Jmelnytsky también es recordado y glorificado en la historia ucraniana moderna. Defendió la liberación de "todo el pueblo ruteno". Recientes investigaciones han confirmado que el concepto de una nación rutenia como una comunidad religiosa y cultural ha existido antes de su revolución.
Otra figura prominente en el nacionalismo cosaco es el hetman Iván Mazepa. A inicios del siglo XVIII, Mazepa hizo importantes colaboraciones financieras destinadas a la restauración de la cultura e historia ucraniana. Financió importantes reconstrucciones de la Catedral de Santa Sofía en Kiev y la elevación del Collegium Kyiv Mohyla al estatus de academia en 1694; sin embargo, en el ámbito político, Mazepa fue mal entendido y encontró poco apoyo entre el campesinado.

### Primera Guerra Mundial

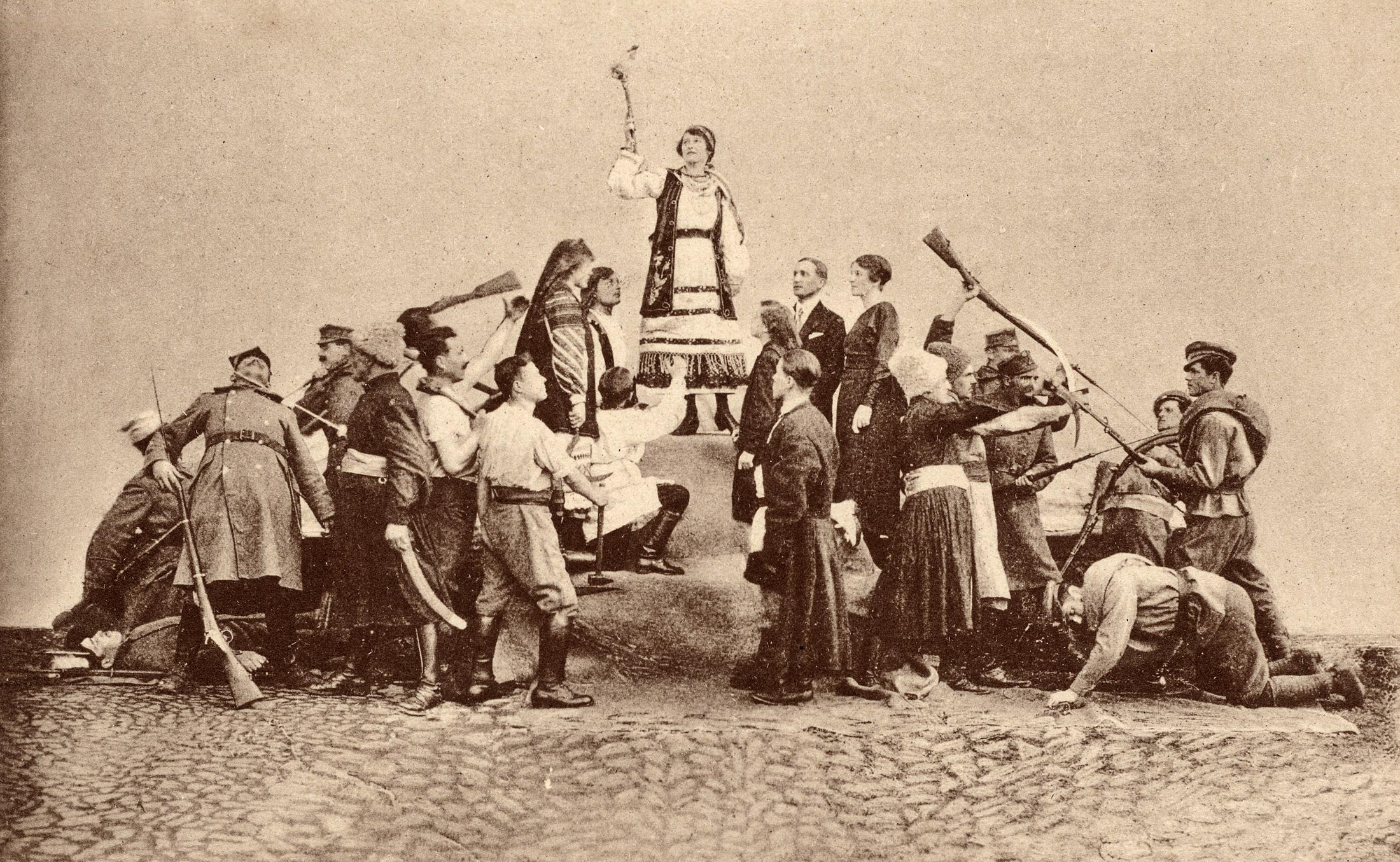
Postal publicada por la Brigada Ucraniana, "Ucranianos unidos luchando tanto contra las fuerzas de Polonia como contra las de Rusia", 1920.

Con el colapso del Imperio ruso, se creó la Rada Central Ucraniana, una entidad política que englobaba organizaciones políticas, comunitarias, culturales y profesional que fue establecida en Kiev por iniciativa de la Sociedad Ucraniana Progresista. Myjailo Hrushevsky fue elegido para dirigirla.
El 22 de enero de 1917, la Rada Central declaró a la República Popular Ucraniana un país independiente. Esta independencia fue reconocida por el Gobierno ruso liderado por Lenin, así como por las Potencias Centrales y otros Estados; sin embargo, este gobierno no sobrevivió mucho tiempo debido a las presiones ejercidas no solo por la Guardia Blanca rusa de Denikin, sino también por el Ejército Rojo, la intervención Imperio alemán y la Entente Cordiale, de los anarquistas locales como Néstor Majnó y el bandidaje local del Ejército Verde de Grigóriev y Danylo Ilkovych Terpylo.

### Periodo de entreguerras en la Ucrania soviética

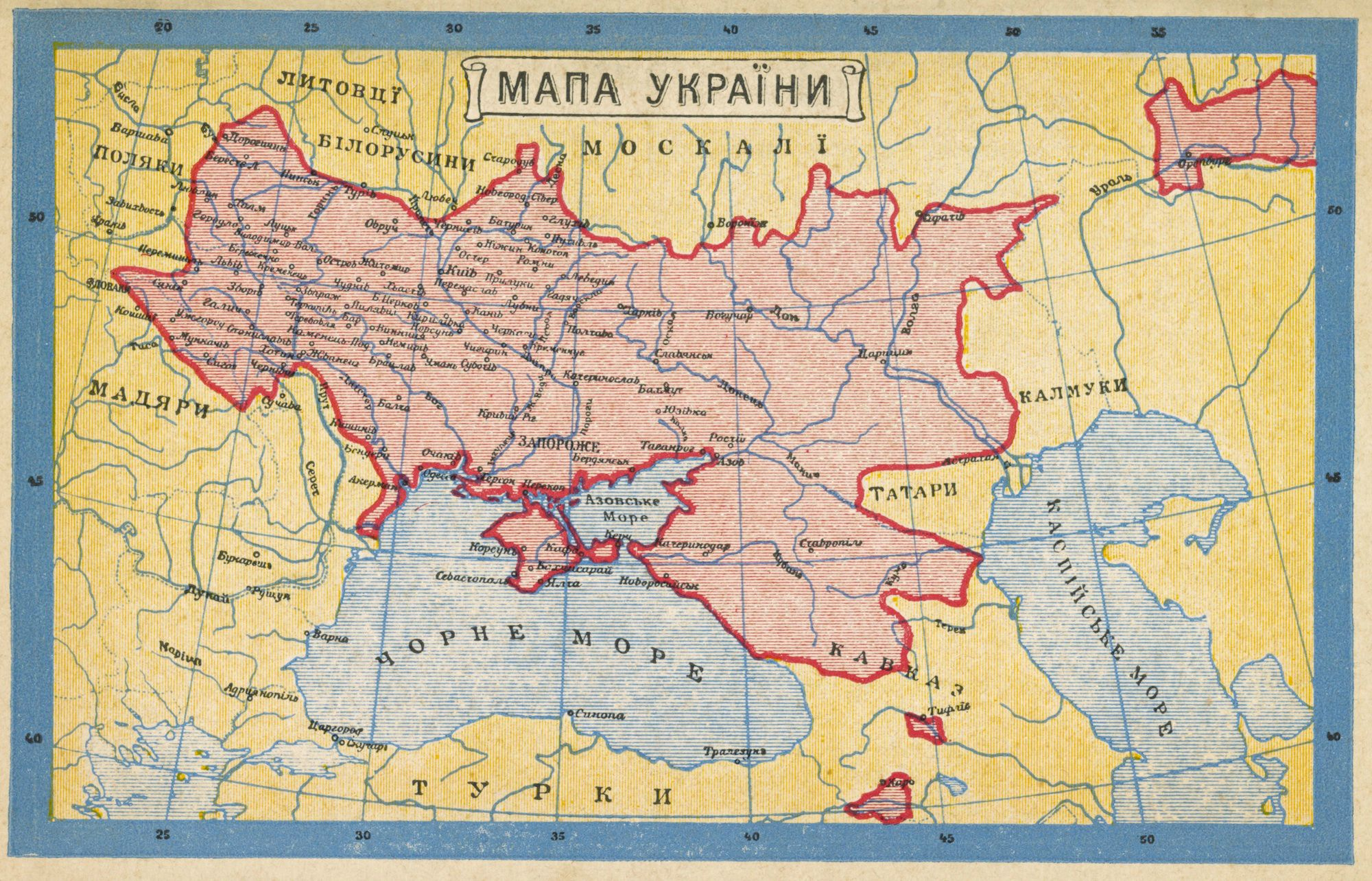
Territorio que fue reclamado por Ucrania según una antigua postal que data de 1919.

A medida que el régimen bolchevique se afianzaba en Ucrania, el primer gobierno soviético tenía sus propias razones para alentar los movimientos nacionales del antiguo Imperio ruso. Hasta principios de la década de 1930, la cultura ucraniana disfrutó de un renacimiento generalizado debido a las concesiones bolcheviques conocidas como la política de korenización ("indigenización"). En esos años se implementó un impresionante programa de ucranización en toda la república. En tales condiciones, la idea nacional ucraniana inicialmente continuó desarrollándose e incluso se extendió a un gran territorio con una población tradicionalmente mixta en el este y el sur que pasó a formar parte de la República Socialista Soviética de Ucrania.
Al mismo tiempo, a pesar de la campaña antirreligiosa que se desarrollaba en toda la Unión Soviética, se creó la Iglesia Ortodoxa Nacional Ucraniana, la Iglesia Ortodoxa Autocéfala Ucraniana. Al principio, el gobierno bolchevique consideró a la iglesia como una herramienta para su objetivo de reprimir a la Iglesia Ortodoxa Rusa, que siempre fue vista con gran sospecha por el régimen por ser la piedra angular del extinto Imperio Ruso y por la fuerte oposición que inicialmente opuso al cambio de régimen. Por lo tanto, el gobierno toleró la nueva iglesia nacional ucraniana durante algún tiempo y la IOUA ganó un amplio apoyo entre el campesinado ucraniano.
Estos acontecimientos elevaron enormemente la conciencia nacional de los ucranianos y propiciaron el desarrollo de una nueva generación de élite cultural y política ucraniana. Esto, a su vez, despertó la preocupación del dictador soviético Iósif Stalin, que veía peligro en la lealtad de los ucranianos hacia su nación, que competía con su lealtad hacia el Estado soviético, y a principios de la década de 1930 se declaró que el "nacionalismo burgués ucraniano" era el principal problema de Ucrania. Las políticas de ucranización fueron revertidas de forma abrupta y sangrienta, la mayor parte de la élite cultural y política ucraniana fue detenida y ejecutada, y la nación fue diezmada por la hambruna llamada Holodomor.

### Periodo de entreguerras en Occidente
Tras el fin de la Primera Guerra Mundial en 1918, la recién creada Segunda República Polaca (1918-1939) y la Unión Soviética (1922-1991) se anexionaron cada una parte del territorio de la actual Ucrania. Los gobiernos de Varsovia y Moscú siguieron considerando el nacionalismo ucraniano como una amenaza. En marzo de 1926, Vlas Chubar (presidente del Consejo de Comisarios del Pueblo de la Ucrania Soviética) pronunció un discurso en Járkov y lo repitió más tarde en Moscú, en el que advertía del peligro que representaba para el gobierno soviético Simon Petliura, el expresidente exiliado de la República Popular de Ucrania. Como resultado de este discurso, supuestamente se dio la orden de asesinar a Petliura en suelo francés.
El 25 de mayo de 1926, a las 14:12, Petliura caminaba por la calle Racine, cerca del bulevar Saint-Michel, en el Barrio Latino de París, y fue abordado por Sholom Schwartzbard, quien le preguntó en ucraniano: "¿Es usted el señor Petliura?". Petliura no respondió, pero levantó su bastón. Como Schwartzbard afirmó ante el tribunal, sacó una pistola y le disparó cinco veces.
La noticia del asesinato de Petliura desencadenó levantamientos masivos en la Ucrania gobernada por los soviéticos, particularmente en Boromlia, Zhehailivtsi (provincia de Sumy), Velyka Rublivka, Myloradov (provincia de Poltava), Hnylsk, Bilsk, Kuzemyn y a lo largo del río Vorskla desde Ojtirka hasta Poltava, Burynia, Nizhyn (provincia de Chernihiv) y otras ciudades.Estas revueltas fueron brutalmente reprimidas por el gobierno soviético. Los kobzares ciegos Pavlo Hashchenko e Ivan Kuchuhura Kucherenko compusieron una duma (poema épico) en memoria de Simon Petliura. Hasta la fecha, Petliura es el único político ucraniano moderno que tiene una duma creada y cantada en su memoria. Esta duma se hizo popular entre los kobzares de la orilla izquierda de Ucrania y también fue cantada por Stepan Pasiuha, Petro Drevchenko, Bohushchenko y Chumak.
La defensa principal en el juicio de Schwartzbard, presentada por el destacado jurista francés Henry Torrès, fue que el asesino de Petliura estaba vengando la muerte de sus padres y de las otras víctimas judías de los pogromos cometidos por los soldados de Petliura, mientras que la acusación (tanto penal como civil) intentó demostrar que Petliura no era responsable de los pogromos y que Schwartzbard era un espía soviético. Después de un juicio que duró ocho días, el jurado absolvió a Schwartzbard.
Bajo el gobierno polaco, muchas escuelas ucranianas fueron cerradas en la década de 1920, mientras que la promesa de autonomía nacional para los ucranianos no se cumplió.Tadeusz Hołówko, un defensor de concesiones a la minoría ucraniana, fue asesinado por la Organización de Nacionalistas Ucranianos (OUN) para evitar el acercamiento polaco-ucraniano.Hołówko fue asesinado mientras se alojaba en una casa de huéspedes propiedad de monjas de la Iglesia greco-católica ucraniana en Truskawiec el 29 de agosto de 1931. Fue una de las víctimas de una campaña de asesinatos librada por la OUN. Su muerte, ampliamente discutida en la prensa polaca, la prensa internacional e incluso en una sesión de la Sociedad  de Naciones,se convirtió en parte de un círculo vicioso que involucraba la violencia y el sabotaje de la OUN y la brutal represión de la Segunda República Polaca contra los ucranianos étnicos.Algún tiempo después, Emilian Czechowski, un alto comisionado de la policía polaca que investigaba el asesinato de Hołówko, también se convirtió en víctima de asesinato de la OUN.A principios de la década de 1930, los miembros de la OUN llevaron a cabo más de 60 asesinatos exitosos o intentados, muchos de ellos dirigidos a ucranianos que se oponían a las políticas de la organización (por ejemplo, un respetado educador, Ivan Babij).
En 1933, la OUN tomó represalias contra el Estado soviético por el Holodomor asesinando a Alexei Mailov, un funcionario consular soviético destinado en Lviv, gobernada por Polonia. El 15 de junio de 1934, el ministro del Interior de Polonia, Bronisław Pieracki, también fue asesinado por la facción liderada por Stepan Bandera dentro de la Organización de Nacionalistas Ucranianos. El gobierno polaco de Sanación tomó represalias creando, dos días después del asesinato, la prisión de Bereza Kartuska. Los primeros detenidos en la prisión fueron los líderes del opositor polaco Campo Nacional Radical (ONR), que fueron arrestados el 6 y 7 de julio de 1934.Muchos nacionalistas ucranianos y críticos polacos del partido gobernante pronto se unieron a ellos allí. Stepan Bandera y Mykola Lebed fueron arrestados, juzgados y condenados a muerte por el asesinato de Pieracki. Sus sentencias fueron conmutadas más tarde por cadena perpetua.
El 23 de mayo de 1938, el líder de la OUN, Yevguén Konovalets, fue asesinado en un café de Róterdam. Konovalets se encontraba en el interior del café reunido con Pavel Sudoplatov, un espía de la NKVD que se había infiltrado en la OUN y que le dio a Konovalets una caja de bombones con una bomba preparada para explotar en su interior. Sudoplatov se alejó caminando tranquilamente, esperó hasta oír la explosión de la bomba, luego caminó tranquilamente hasta la estación de tren más cercana y abandonó la ciudad. Sudoplatov afirmó más tarde en sus memorias que Iósif Stalin le había ordenado personalmente que asesinara a Konovalets como venganza por el asesinato de 1933 en el consulado soviético en Lviv. Stalin también sentía que Konovalets era una figura que mantenía la unidad de la OUN y que su muerte haría que la organización se fraccionara aún más, se desgarrara y se aniquilara desde dentro.
Debido a la repentina desaparición de Sudoplatov, la OUN inmediatamente sospechó que él había asesinado a Konovalets. Por lo tanto, una fotografía de Sudoplatov y Konovalets juntos fue distribuida a cada unidad de la OUN. Según Sudoplatov, "En la década de 1940, SMERSH ... capturó a dos guerrilleros en Ucrania occidental, uno de los cuales tenía esta foto mía. Cuando le preguntaron por qué la llevaba, respondió: 'No tengo idea de por qué, pero la orden es que si encontramos a este hombre lo liquidemos'".Tal como Stalin había esperado, la OUN después del asesinato de Konovalets se dividió en dos partes. Los miembros más viejos y moderados apoyaron a Andriy Melnyk y a la OUN-M (los melnikitas), mientras que los miembros más jóvenes y radicales apoyaron a la OUN-B de Stepan Bandera (los banderistas).

### Segunda Guerra Mundial

Bandera de la Organización de Nacionalistas Ucranianos y del Ejército Insurgente Ucraniano durante la Segunda Guerra Mundial. El rojo representa la sangre y el negro representa el Suelo Negro de Ucrania. Esta bandera es utilizada habitualmente por los nacionalistas ucranianos de extrema derecha modernos.

Con el estallido de la guerra entre la Alemania nazi y la Unión Soviética en 1941, muchos nacionalistas en Ucrania pensaron que tendrían la oportunidad de crear un país independiente una vez más. Se había creado una división de voluntarios ucranianos de la SS. Muchos de los combatientes que originalmente habían visto a los nazis como liberadores, rápidamente se desilusionaron y formaron el Ejército Insurgente Ucraniano (UPA) (ucraniano: Українська Повстанська Армія), que libró una campaña militar contra los alemanes y más tarde las fuerzas soviéticas, así como contra los civiles polacos. El objetivo principal de la OUN era "el renacimiento, poner todo en orden, la defensa y la expansión del Consejo Independiente del Estado Nacional Ucraniano". La OUN también revivió el sentimiento de que "Ucrania es para los ucranianos". En 1943, la UPA adoptó una política de masacre y expulsión de la población polaca.La operación de limpieza étnica contra los polacos comenzó a gran escala en Volinia a fines de febrero o principios de la primavera de ese añoy duró hasta fines de 1944.El 11 de julio de 1943 fue uno de los días más mortíferos de las masacres, con unidades de la UPA marchando de aldea en aldea, matando a civiles polacos. Ese día, las unidades de la UPA rodearon y atacaron 99 aldeas y asentamientos polacos en los condados de Kowel, Horochów y Włodzimierz Wołyński. Al día siguiente, 50 aldeas más fueron atacadas.El 30 de junio de 1941, la OUN, dirigida por Stepan Bandera, declaró un estado ucraniano independiente.El ejército nazi actuó inmediatamente y Bandera fue arrestado y encarcelado entre 1941 y 1944.

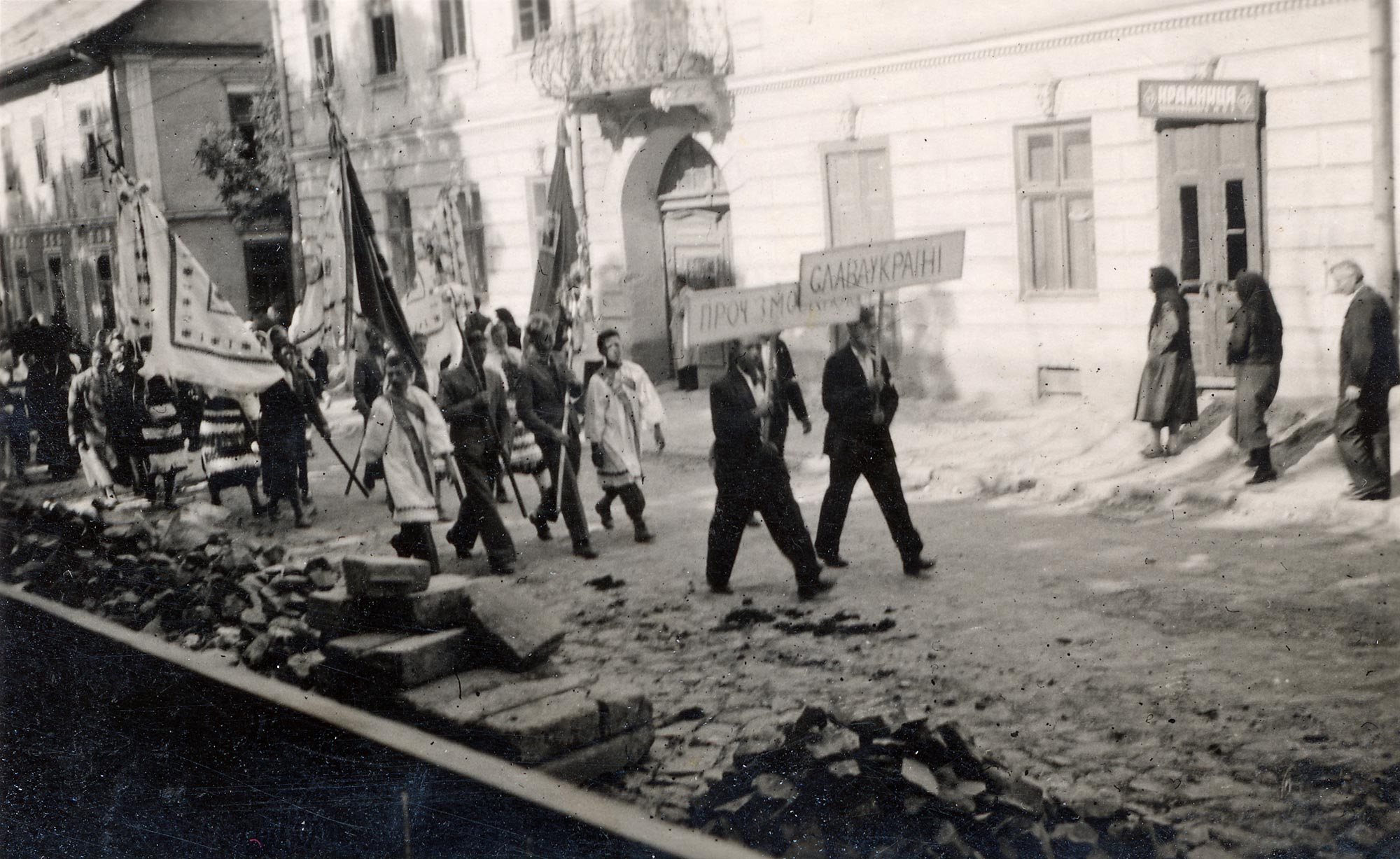
Los nacionalistas ucranianos se manifiestan contra la Unión Soviética y a favor de una Ucrania independiente en 1941.

Se ha debatido mucho sobre la legitimidad de la UPA como grupo político. La UPA mantiene un papel destacado y simbólico en la historia de Ucrania y en la lucha por la independencia del país.Al mismo tiempo, la historiografía soviética la consideraba un grupo insurgente o terrorista.
El historiador ucraniano-canadiense Serhiy Yekelchyk escribe que durante 1943 y 1944, aproximadamente 35.000 civiles polacos y un número desconocido de civiles ucranianos en las regiones de Volinia y Chelm fueron víctimas de una limpieza étnica mutua por parte de la UPA y los insurgentes polacos.Niall Ferguson escribe que alrededor de 80.000 polacos fueron asesinados entonces por nacionalistas ucranianos.En su libro Europe at War 1939–1945: No Simple Victory, Norman Davies sitúa el número de polacos asesinados por nacionalistas ucranianos entre 200.000 y 500.000,mientras que Timothy Snyder escribe que la UPA mató "entre cuarenta y sesenta mil civiles polacos en Volinia en 1943".

## Nacionalismo en la cultura ucraniana

### Literatura

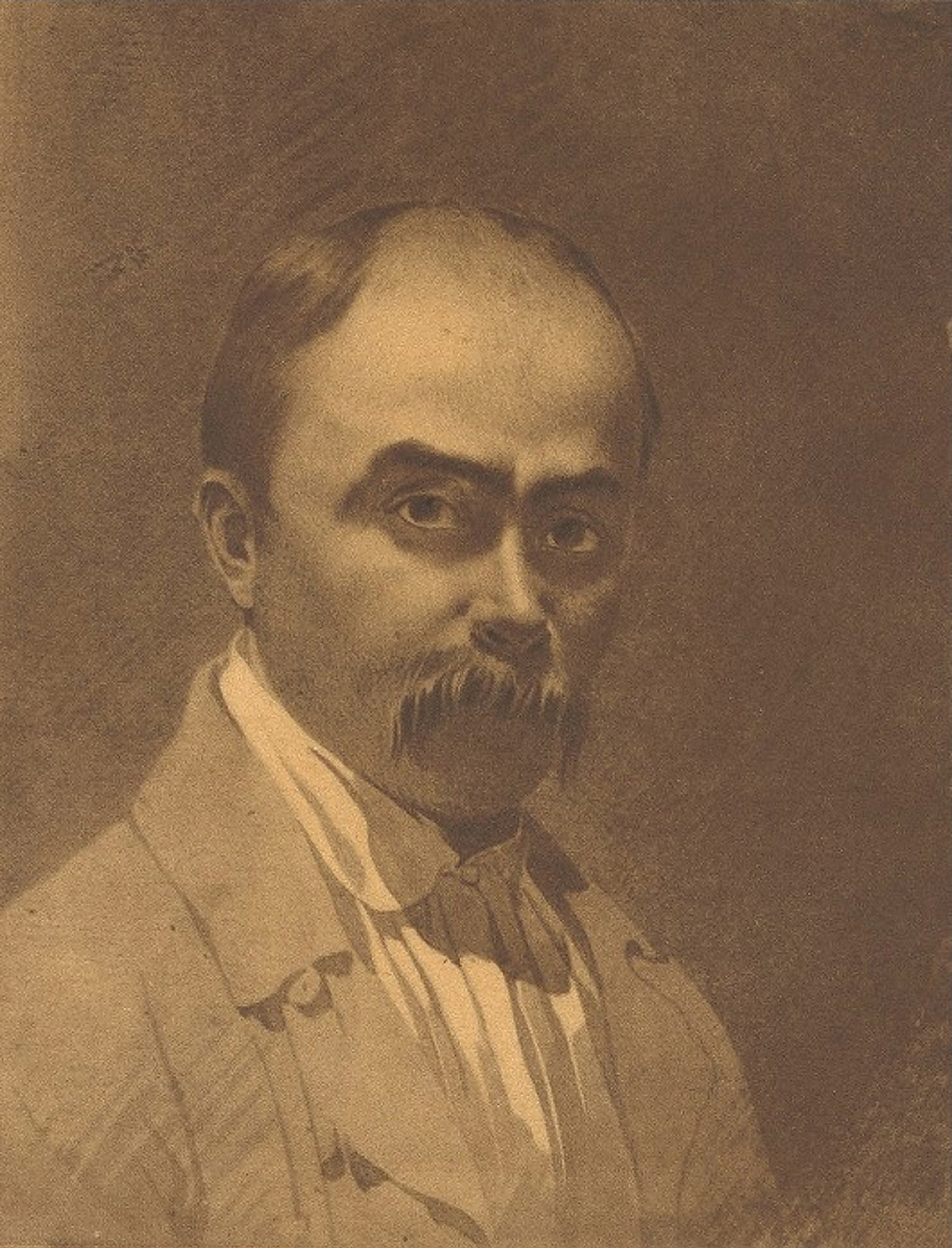
Autorretrato de Tarás Shevchenko.

Uno de los personajes más prominentes en la historia nacional ucraniana fue el poeta ucraniano Tarás Shevchenko, quien expresó las ideas de tener una Ucrania independiente y soberana en el siglo XIX. Tarás Shevchenko utilizó la poesía para inspirar el renacimiento cultural del pueblo ucraniano y lograr derrocar la injusticia.
Shevchenko falleció en San Petersburgo el 10 de marzo de 1861, un día después de su 47.º cumpleaños. Es considerado como un héroe nacional no solo por los ciudadanos de Ucrania, sino también por los ucranianos que viven a lo largo del mundo. Para inicios del siglo XX, su colección de poemas Kobzar fue el segundo libro más utilizado en cada hogar ucraniano, después de la Biblia, convirtiendo a su autor en un símbolo del renacimiento cultural de Ucrania.